# 香月ノリコ
香月 ノリコ（かづき のりこ、1946年7月1日 - ）は、日本のファッションデザイナー。株式会社クリスティーナデザインスタジオ代表取締役。オンラインショップ「ばらいぬバガテル」オーナー。

## 略歴
1980年、ノリコ・カヅキブランドとして本格的な国内デビュー。創始者の一人として東京コレクションに参加。
1986年、ワールド傘下に入る。
1991年、ミラノオフィスオープン、ミラノコレクション参加。
1994年、帰国〜株式会社インターカヅキ設立。デザイン企画・生産および直営ブティックの運営を開始。
1999年〜2006年、渋谷109向けヤングブランド「Chup!（チュプ!）」「Dolce Vita（ドルチェ・ヴィータ）」「Vita Rosa（ヴィタ・ローザ）」「Dolce Rosa（ドルチェ・ローザ）」を発表。
2008年、株式会社クリスティーナ・デザイン・スタジオ設立。「Dolce MiA（ドルチェ・ミーア）」ブランド発表。「イナモラータ by NORIKO KAZUKI」ブランド発表。
2009年、「Dolce LUNA（ドルチェ・ルーナ）」ブランド発表。「NORIKO KAZUKI Bis）」ブランド発表。
2011年、河津バガテル公園と提携し「Jardin de Bagatelle by NORIKO KAZUKI」ブランド発表。